# Dusona cultrator
Dusona cultrator là một loài tò vò trong họ Ichneumonidae.